# Вілліан Жозе
Вілліан Жозе (порт. Willian José, нар. 23 листопада 1991, Порту-Калву) — бразильський футболіст, нападник клубу «Реал Бетіс».
Виступав, зокрема, за клуби «Сан-Паулу», «Реал Мадрид» та «Реал Сарагоса», а також молодіжну збірну Бразилії.

## Клубна кар'єра
Народився 23 листопада 1991 року в місті Порту-Калву. Займатися футболом Вілліан Жозе починав в бразильському клубі КРБ. У 2007 він перебрався в «Греміо Баруері», за який 1 серпня 2009 року дебютував у Серії А, вийшовши на заміну в кінцівці гостьового поєдинку проти «Ботафого». 17 січня 2010 року Вілліан Жозе забив свій перший гол на професійному рівні, відзначившись у грі проти «Сертанзінью», що проходила в рамках чемпіонату штату Сан-Паулу. У Серії А ж він вперше відзначився 9 травня того ж року, зрівнявши рахунок в гостьовому поєдинку проти «Аваї».
За підсумками чемпіонату 2010 року, в якому Вілліан Жозе забив 6 голів, «Греміо Баруері» вилетів з Серії А, а футболіст став гравцем уругвайського «Депортіво Мальдонадо», що згодом багаторазово віддавав його в оренду бразильським і іспанським клубам. У лютому 2011 року Вілліан Жозе приєднався до «Сан-Паулу». У першому сезоні там він поступався місцем у стартовому складі Луїсу Фабіано і Дагоберто.
13 грудня 2012 року Вілліан Жозе перейшов в «Греміо», а в травні 2013 року в «Сантос». У Серії А 2013 року він регулярно грав, забивши за її підсумками 5 м'ячів, у тому числі і у ворота «Корінтіанса», найпринциповішого суперника «Сантоса».

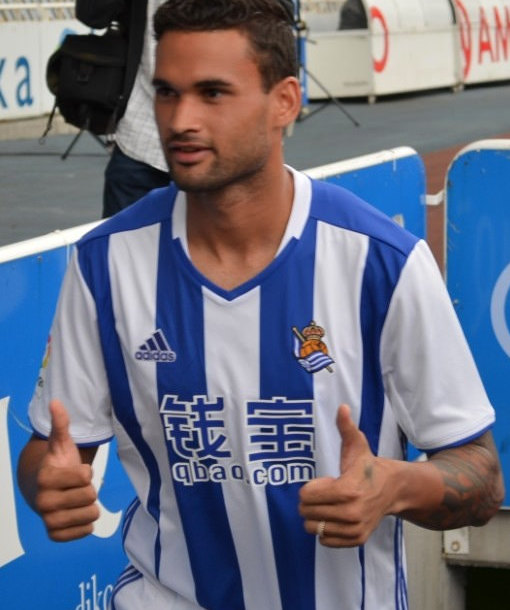
Вілліан Жозе у складі «Реал Сосьєдада». 2016 рік.

8 січня 2014 року Вілліан Жозе став гравцем мадридського «Реала» і був відправлений у другу команду клубу, яка виступала в Сегунді. 15 березня він оформив хет-трик у ворота «Рекреатіво», що спричинило за собою залучення його в основну команду «Реала». 11 травня 2014 року Вілліан Жозе дебютував у складі «Реала» в рамках Прімери, замінивши Каземіро на 69-й хвилині гостьовій зустрічі проти «Сельти». Це поява у складі «Реала» так і залишилася єдиною в кар'єрі бразильця.
У червні 2014 року Вілліан Жозе перебрався до клубу Сегунди «Реал Сарагоса», за який він забив 10 м'ячів за підсумками сезону. 30 липня 2015 року бразилець перейшов в «Лас-Пальмас», який повернувся до Прімери. 12 грудня 2015 року він забив свій перший гол у Прімері, що став єдиним і переможним у домашній грі проти «Бетіса». Всього за підсумками сезону 2015/16 він відзначився 9 голами, в тому числі у ворота «Барселони» та мадридського «Реала».
31 липня 2016 року Вілліан Жозе підписав п'ятирічну угоду з «Реал Сосьєдадом». Станом на 10 травня 2018 року відіграв за клуб із Сан-Себастьяна 58 матчів в національному чемпіонаті.
23 січня 2021 став гравцем клубу «Вулвергемптон Вондерерз» на правах оренди

## Виступи за збірну
Протягом 2011—2012 років залучався до складу молодіжної збірної Бразилії. Зі збірною до 20 років у 2011 році виграв молодіжний чемпіонат світу та молодіжний чемпіонат Південної Америки, забивши двічі в першому турнірі і тричі в другому. Всього на молодіжному рівні зіграв у 15 офіційних матчах, забив 5 голів.
12 березня 2018 року він отримав свій перший виклик до національної збірної на два товариських матчів проти Росії та Німеччини, але на поле не виходив.

## Титули і досягнення
- Володар Кубка Іспанії (2):

«Реал Сосьєдад»: 2020
«Реал Бетіс»: 2022
- Чемпіон світу (U-20) (1):

Бразилія U-20: 2011
- Чемпіон Південної Америки (U-20) (1):

Бразилія U-20: 2011